# Manufacture Giustiniani
La Manufacture Giustiniani est l'une des plus célèbres manufactures de céramique napolitaine dont l'activité se situe entre les XVIIe et XIXe siècles.

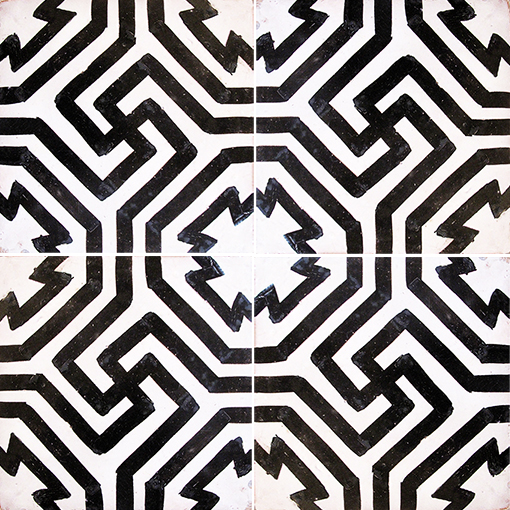
Quatre carreaux de faïence Giustiniani à motif de méandre.

## Histoire
La famille Giustiniani, originaire de Vietri sul Mare, constitua, d’abord à Cerreto Sannita puis à Naples, une véritable dynastie de carreaux de faïence dont l’histoire commence à partir de 1600. La manufacture produisait aussi des formes vasculaires et sculptures répandues dans le milieu aristocratique napolitain. Sont signés Giustiniani le sol en faïence du complexe de Sant'Andrea delle Dame (1729) et celui du Palazzo Saluzzo Corigliano achevé en 1742.

## Inspiration
Les motifs de la Manufacture Giustiniani s’inspiraient des décorations Greco-Romaines trouvées sur le site voisin de Pompei, après qu’il fut découvert vers 1600. De tels ouvrages étaient destinés à la création de carrelages précieux. Les thèmes les plus diffusés furent les mosaïques et les méandres.

## La marque
Les carreaux de faïence de la Manufacture Giustiniani sont identifiables grâce à la présence du symbole de la marque visible derrière chaque carreau. Il s’agit d’un sceau que l’on apposait avant la cuisson du biscuit. Au fil de son histoire, la Manufacture a utilisé différents cachets.

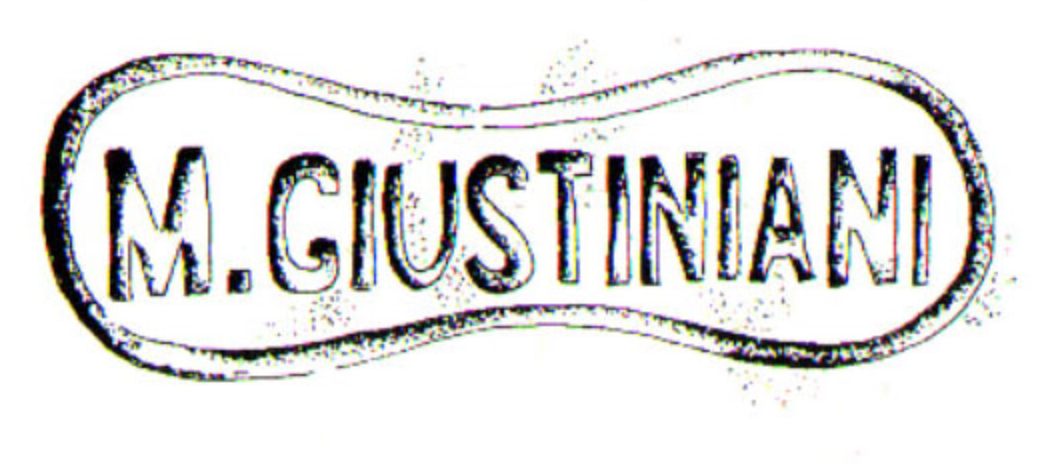
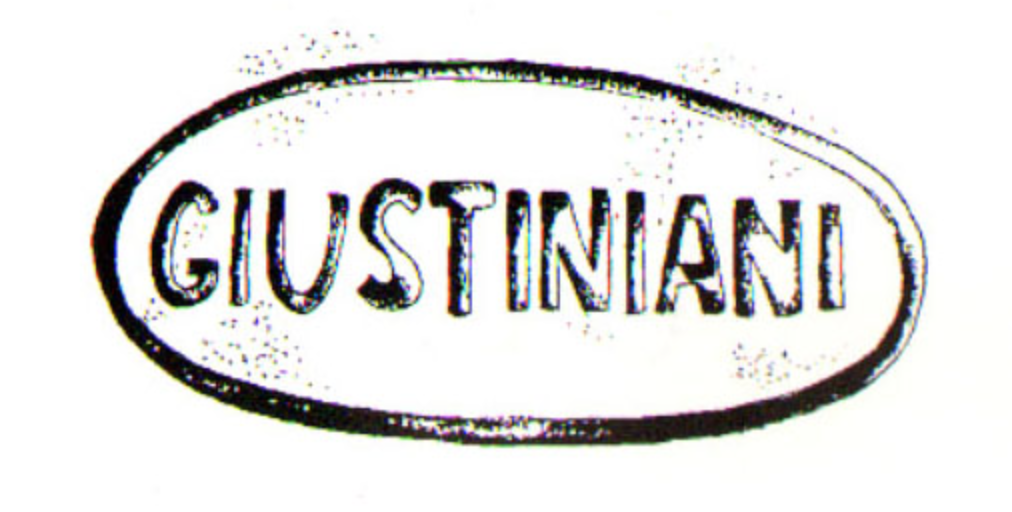
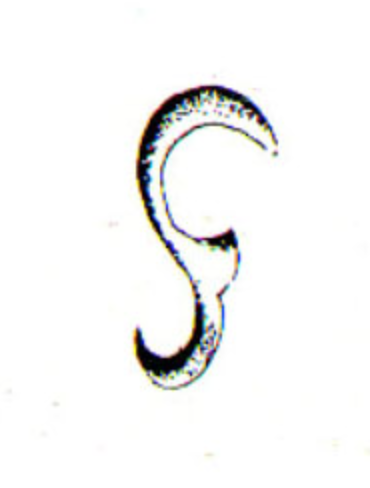
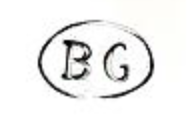